# 吉鲁阿
吉鲁阿是巴西南大河州的一个市镇。总面积855.923平方公里，总人口17070人，人口密度19.9人/平方公里。